# Watergruwel
Watergruwel of krentjebrij is een Nederlands nagerecht met gort en bessensap waarover al in 1695 is gepubliceerd. Het kan zowel koud als warm worden gegeten.
De ingrediënten zijn:
- Water
- (Parel)gort
- Bessensap
- Krenten
- Rozijnen
- Suiker
- Schil en sap van citroen
- Zout
- Kaneel (wordt niet altijd toegevoegd)

## Benamingen en varianten
Waar watergruwel in het algemeen in Nederland het gangbaarste is, is in Noord-Nederland de term krentjebrij gangbaarder. Het Gronings kent daarnaast ook de benamingen gòrdegruwel, gruwelwotter en wottergruwel voor dit gerecht. In Friesland is de naam pareltsje- of krintsjebrij gebruikelijk.
In Wierden (Overijssel) staat dit gerecht bekend als slierie, hierin gaat ook zoete rode wijn. In en rond Enschede wordt (ook) de naam krentennat (krèèntnat) gebruikt. 

## Fabrieksmatige productie
Het merk Bessola krentjebrij werd vanaf eind jaren 1960 geproduceerd in de melkfabriek van Cominzo/DOMO in Noordbarge. Vanwege sluiting van deze locatie werd de productie naar FRICO-DOMO in Groningen verplaatst. Toen ook deze fabriek sloot kwamen de productielijnen terecht bij Friesche Vlag in Nijkerk. In 2008 heeft Vecozuivel in Zeewolde de productie overgenomen.
Er zijn ook nog enkele kleinschalige producenten van dit product.

## Herkomst
Het Nederlandse watergruwel is verwant aan het Engelse gruel, een brij van graanproducten die met zowel zoete als hartige ingrediënten, zoals vlees en groenten, kan worden bereid. Gruwel, in de betekenis van brij, stamt net als het Engelse gruel af van het Oudfranse gruel (modern Frans: gruau).